# Gaston, Thân vương xứ Viana
Gaston, Thân vương xứ Viana, còn được gọi là Gaston de Foix (1445 – 23 tháng 11 năm 1470), là con trai của Gaston IV, Bá tước xứ Foix và Nữ vương Eleanor của Navarre, và là người thừa kế của cả hai 2 nhà nước Bá quốc Foix và Vương quốc Navarre. Gaston là Thái tử của Navarre, nên ông nhận được tước phong Thân vương xứ Viana.
Ông kết hôn với Vương nữ Magdalena, con gái của Charles VII của Pháp và Marie xứ Anjou vào ngày 7 tháng 3 năm 1461 tại Lescar. Họ có hai người con:
- Francis I của Navarre, 1467–1483, Vua Navarre 1479–1483[2]
- Catherine I của Navarre, 1470–1517, Nữ vương của Navarre 1483–1517[2]

Gaston qua đời năm 1470, do vết thương trong một giải đấu thương ở Libourne, Aquitaine, trước khi tiếp nhận ngai vàng Navarre. Do đó, Francis I và Catherine I liên tiếp lên ngôi, nhưng chính vợ của Gaston là Magdalena mới là người thực sự là người cai trị trên danh nghĩa là nhiếp chính vương cho đến cuộc hôn nhân của Catherine với John, Lãnh chúa xứ Albret vào năm 1494, và cái chết của bà vào năm 1495.